# Salar de Diablillos
El proyecto Salar de Diablillos está ubicado en el Departamento de Los Andes, Provincia de Salta a pocos kilómetros hacia el norte del límite con la Provincia de Catamarca, en la República Argentina.
El emplazamiento se encuentra dentro del Triángulo del Litio, una amplia región que abarca territorios de Bolivia, Chile y Argentina, caracterizada por la presencia de las mayores reservas mundiales de litio.

## Geología y mineralización
El Salar de Diablillos está ubicado en la región geológica Puna, una meseta que según la publicación del Instituto de Geología y Recursos Minerales SEGEMAR del trabajo de Ricardo N. Alonso: 

Se halla … enmarcada por un bloque de montañas tectónicas al este y un bloque de estratovolcanes al oeste. Su interior está compartimentado en numerosas fallas, rellenas por materiales clásticos y evaporíticos que dan origen a los salares y salinas ... El marco geológico de los salares está dado por serranías con rocas marinas paleozoicas, capas rojas terciarias y materiales volcánicos.

El Informe Técnico dado a conocer por la empresa propietaria del yacimiento señala que “El salar se encuentra al este del Volcán Ratones, a una altitud de 4000msnm. El basamento del salar se compone de rocas del complejo metamórfico precámbrico Río Blanco. Planicies aluviales extensas ascienden hacia el norte y el sur. La cuenca endorreica tiene una superficie de 416 km², de los cuales 33 km² corresponden al entorno evaporítico. El salar tiene una corteza delgada de eflorescencias salinas que cubre una capa de borato ulexita en casi toda la superficie (Alonso, 1986). Hacia los bordes, esta corteza se gradúa a una facies más clástica. Depósitos de travertino de antiguos manantiales se distribuyen de forma irregular.”

## Explotación y reservas
El proyecto abarca una superficie de 5786 hectáreas (algo más de 57 km²), que constituyen la totalidad del núcleo de la formación Salar de Diablillos.
El proceso de recuperación del litio se proyecta como una combinación de etapas de evaporación solar, tratamiento de la salmuera en terreno, recuperación de ácido bórico y silvinita como productos secundarios y procedimientos químicos para la obtención de carbonato de litio.
En el año 2011, la empresa operadora del proyecto presentó en su informe técnico un resumen de las reservas estimadas.
| Acuífero | Volumen de salmuera (Millones de m³) | Concentración Litio (mg/L) | Tonelaje recuperable Litio (miles de toneladas) | Concentración Potasio (mg/L) | Tonelaje recuperable Potasio (miles de toneladas) |
| -------- | ------------------------------------ | -------------------------- | ----------------------------------------------- | ---------------------------- | ------------------------------------------------- |
| I        | 76                                   | 592                        | 50                                              | 6298                         | 480                                               |
| II       | 476                                  | 471                        | 220                                             | 5269                         | 2500                                              |
| III      | 1125                                 | 589                        | 660                                             | 6595                         | 7420                                              |
| Total    | 1677                                 | 556                        | 930                                             | 6206                         | 10400                                             |

Asimismo, el informe aclara que los valores inferidos para los Acuíferos II y III pueden variar luego de mayores perforaciones y estudios geofísicos más detallados.